# Chiesa dei Santi Pietro e Paolo (Luino)
La chiesa prepositurale dei Santi Pietro e Paolo è la parrocchiale di Luino, in provincia di Varese ed arcidiocesi di Milano; fa parte del decanato di Luino.

## Storia
La primitiva parrocchiale di Luino si trovava dove attualmente sorge la chiesa di San Pietro in Campagna, anticamente compresa nella pieve di Valtravaglia. Questa chiesa, con il passare del tempo, si rivelò insufficiente a soddisfare i bisogni della popolazione in quanto era lontana dal centro abitato e, così, l'allora arcivescovo di Milano Carlo Borromeo trasferì nel 1574 la parrocchialità nella cappella di San Francesco in paese. Purtroppo questa era di dimensioni insufficienti e venne dunque demolita per far sorgere al suo posto la nuova chiesa, che fu edificata tra la fine del Cinquecento e l'inizio del Seicento probabilmente su progetto di Pellegrino Tibaldi. Da un documento del 1748 si apprende che i parrocchiani erano 1227, saliti a 1311 nel 1779. Nel 1836 venne istituito il vicariato di Luino, che comprendeva, all'atto della sua costituzione, le parrocchie di Agra, Armio, Biegno, Bosco Valtravaglia, Cadero, Campagnano, Curiglia, Dumenza, Germignaga, Graglio, Grantola, Lozzo, Maccagno Inferiore, Maccagno Superiore, Montegrino, Monteviasco, Voldomino, Bassano, Pino e Tronzano. Nello stesso anno fu posta la prima pietra dell'attuale edificio, che, realizzato su progetto di Natale Pugnetti, venne portato a termine nel 1840. Nel 1972, con la nuova divisione territoriale dell'arcidiocesi di Milano promossa dall'arcivescovo Giovanni Colombo, il vicariato di Luino fu ridenominato decanato di Luino.

## Interno

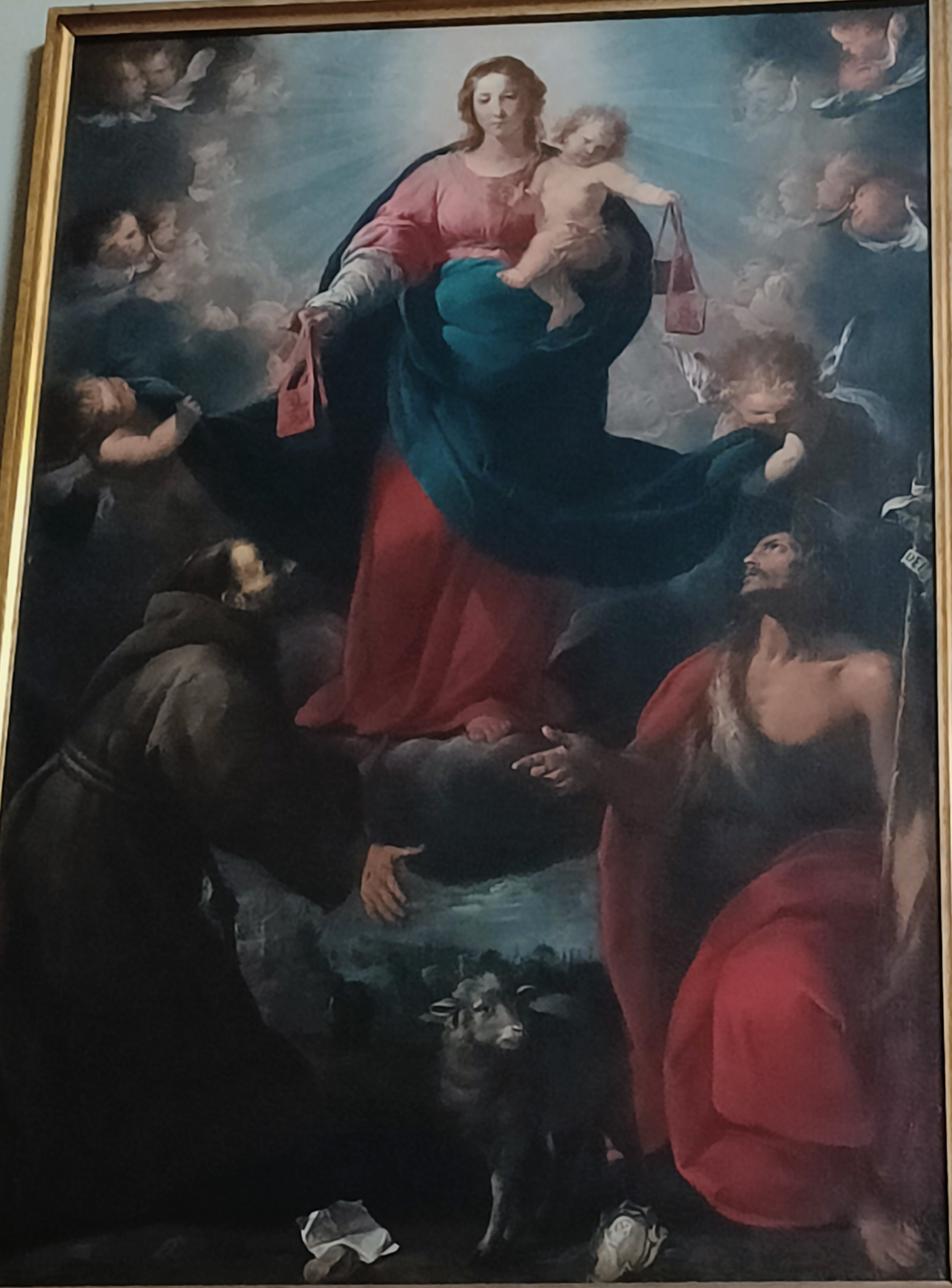
Madonna del Carmine, Giovan Battista Discepoli

Opere di pregio conservate all'interno della chiesa sono i dipinti raffiguranti i Quattro Evangelisti, realizzati nel 1863 da Raffaele Casnedi, l'organo della ditta Mascioni, collocato nella chiesa nel 1907, la pala con la Madonna del Carmine assieme ai santi Francesco e Giovanni Battista, realizzata nel 1647 da Giovan Battista Discepoli su commissione di Giovanni Battista Rossi.